# Doubravka (Bělá nad Radbuzou)
Doubravka je malá vesnice, část města Bělá nad Radbuzou v okrese Domažlice v Plzeňském kraji. Nachází se asi tři kilometry východně od Bělé nad Radbuzou. Doubravka leží v katastrálním území Doubravka u Bělé nad Radbuzou o rozloze 2,21 km².

## Historie
První písemná zmínka o vesnici pochází z roku 1379.

## Obyvatelstvo
| Rok            | 1869 | 1880 | 1890 | 1900 | 1910 | 1921 | 1930 | 1950 | 1961 | 1970 | 1980 | 1991 | 2001 | 2011 | 2021 |
| -------------- | ---- | ---- | ---- | ---- | ---- | ---- | ---- | ---- | ---- | ---- | ---- | ---- | ---- | ---- | ---- |
| Počet obyvatel | 135  | 133  | 133  | 130  | 126  | 138  | 136  | 38   | 27   | 23   | 21   | 13   | 11   | 18   | 15   |
| Počet domů     | 23   | 28   | 26   | 26   | 22   | 23   | 23   | 15   | 15   | 7    | 6    | 6    | 7    | 8    | 9    |

## Obecní správa
Při sčítání lidu v letech 1850–1877 Doubravka byla osadou obce Čečín v okrese Horšův Týn.
V letech 1878–1959 byla samostatnou obcí v okrese Horšovský Týn (v letech 1878–1910 Horšův Týn). Od roku 1960 je částí města Bělá nad Radbuzou v okrese Domažlice.